# Aérodrome de Port Simpson
L'aérodrome de Port Simpson est un aérodrome situé en Colombie-Britannique, au Canada.